# Phobaeticus redtenbacheri
Phobaeticus redtenbacheri är en insektsart som först beskrevs av Carl August Dohrn 1910.  Phobaeticus redtenbacheri ingår i släktet Phobaeticus och familjen Phasmatidae. Inga underarter finns listade i Catalogue of Life.